# Таон ди Ревель, Паоло Эмилио
Паоло Эмилио Таон ди Ревель (итал. Paolo Emilio Thaon di Revel, 19 июня 1857 года, Турин, Сардинское королевство — 24 марта 1948, Рим, Королевство Италия) — итальянский военный и государственный деятель, великий адмирал (4 ноября 1924 года).
Дядя графа Паоло Иньяцио Марии Таон де Ревеля, сенатора, министра, олимпийского чемпиона.

## Биография
Провёл своё детство на вилле Ревель в Кастаньето По.
В 1873 году поступил на службу в ВМФ Италии.
Гардемарин в 1877 году, младший лейтенант в 1880 году, корабельный лейтенант (капитан) в 1886 году, капитан корвета (капитан 3-го ранга) в 1896 году, капитан корабля (капитан 1-го ранга) в 1906 году.
Четыре года состоял адъютантом Короля Умберто I. Восемь лет руководил Морской академией в Ливорно.
В чине контр-адмирала участвовал в итало-турецкой войне (1911—1912 годы). Под его командованием потоплены 2 турецких корабля в порту Бейрута. Способствовал уничтожению портов вдоль Дарданелл.
1913—1915 годы — начальник Морского Генерального штаба. Способствовал развитию лёгких кораблей и создал морскую авиацию.
После вступления Италии в Первую мировую войну поддержал применение вооружённых караванов лёгких катеров, что привело в итоге к потоплению австрийских линейных кораблей «Szent István» и «Viribus Unitis». После битвы при Капоретто 24 октября 1917 года, отправлен для поддержки действий сухопутной армии на линии Пьяве — Венеция. В конце войны руководил обстрелом Дураццо и организовал оккупацию островов Истрии и Далмации.
Сенатор с 1917 года и адмирал с 1918 года.
Представлял Италию на Парижской мирной конференции в 1919 году.
В октябре 1922 года вошёл в так называемое первое национальное Правительство в качестве Морского министра и доверенного лица Короля Виктора Эммануила III.
1921—1923 годы — председатель Географического общества Италии.
В мае 1925 года вышел в отставку с поста Министра.
24 мая 1924 года получил титул герцога дель Маре.
4 ноября 1924 года получил чин великого адмирала.
1943—1944 годы — Председатель Сената Королевства Италия.

## Награды
- Кавалер Высшего ордена Святого Благовещения
- Кавалер Большого креста Савойского военного ордена (1 июня 1919 года)[1]
- Великий офицер Савойского военного ордена (29 декабря 1916 года)[1]
- Командор Савойского военного ордена (16 марта 1913 года)[1]
- Кавалер Большого креста ордена Святых Маврикия и Лазаря
- Кавалер Большого креста ордена Короны Италии